# سیارک ۵۶۲۸
سیارک ۵۶۲۸ (به انگلیسی: 5628 Preussen، نامگذاری:1991RP7) پنج هزار و ششصد و بیست و هشتمین سیارک کشف شده‌است که در ۱۳ سپتامبر ۱۹۹۱ کشف شد.
قدر مطلق سیارک برابر ۱۲٫۶۰ است.